# Lúčky (Banská Bystrica)
|  | Per a altres significats, vegeu «Lúčky». |

Lúčky és un poble i municipi d'Eslovàquia. Es troba a la regió de Banská Bystrica.

## Història
La primera menció escrita de la vila es remunta al 1429.

## Demografia
| Godina             | 1994 | 2004    | 2014   | 2024   |
| ------------------ | ---- | ------- | ------ | ------ |
| Nombre de persones | 192  | 213     | 212    | 194    |
| Diferència         |      | +10,93% | −0,46% | −8,49% |

| Godina             | 2023 | 2024   |
| ------------------ | ---- | ------ |
| Nombre de persones | 196  | 194    |
| Diferència         |      | −1,02% |